# دون نوتس
دون نوتس (بالإنجليزية: Don Knotts) (و. 1924 – 2006 م) هو ممثل تلفزي، وممثل أفلام، ومؤدي أصوات أمريكي، ولد في مورغانتاون، فيرجينيا الغربية، توفي في بيفرلي هيلز كاليفورنيا، عن عمر يناهز 82 عاماً، بسبب سرطان الرئة.

## التعليم
تعلم في جامعة وست فرجينيا.

## الخدمة العسكرية
خدم في القوات البرية للولايات المتحدة.

## وصلات خارجية
- دون نوتس على موقع IMDb (الإنجليزية)
- دون نوتس على موقع الموسوعة البريطانية (الإنجليزية)
- دون نوتس على موقع روتن توميتوز (الإنجليزية)
- دون نوتس على موقع ألو سيني (الفرنسية)
- دون نوتس على موقع ميوزك برينز (الإنجليزية)
- دون نوتس على موقع تيرنر كلاسيك موفيز (الإنجليزية)
- دون نوتس على موقع أول موفي (الإنجليزية)
- دون نوتس على موقع قاعدة بيانات برودواي على الإنترنت (الإنجليزية)
- دون نوتس على موقع قاعدة بيانات الأفلام السويدية (السويدية)
- دون نوتس على موقع إن إن دي بي (الإنجليزية)